# Monte Stanley
O monte Stanley ou monte Angaliema (em francês: Ngaliema) é a mais alta montanha da cordilheira Ruvenzori na República Democrática do Congo e Uganda, e a terceira mais alta de toda a África, depois do Quilimanjaro (5895 m) e do Monte Quénia (5199 m).
O Monte Stanley consiste em dois cumes gémeos e outros um pouco mais baixos:
| Pico              | Altitude (m) | Altitude (pés) |
| ----------------- | ------------ | -------------- |
| Pico Margarida    | 5109         | 16763          |
| Pico Alexandra    | 5091         | 16703          |
| Pico Alberto      | 5087         | 16690          |
| Pico Saboia       | 4977         | 16330          |
| Pico Helena       | 4968         | 16300          |
| Pico Isabel       | 4929         | 16170          |
| Pico Filipe       | 4920         | 16140          |
| Pico Moebius      | 4916         | 16130          |
| Pico Grande Dente | 4603         | 15100          |

O Pico Margarida recebeu o seu nome em homenagem a Margarida de Saboia, rainha de Itália.